# TXQ FICTION
『TXQ FICTION』（ティー・エックス・キュー・フィクション）は、日本のフェイクドキュメンタリー特別番組。2024年4月30日（29日深夜）からテレビ東京系列で放送されている。大森と皆口の対談がきっかけとなり当企画が立ち上がった。

## 放送内容
第1弾「イシナガキクエを探しています」（全4回）
「55年前に突然行方不明になった一人の女性をさがす特別公開捜索番組」の体裁。第4回は地上波放送されずTVerにて配信。また、6月14日よりテレビ東京公式YouTubeチャンネルにて全話無料配信。
- 放送日：2024年4月30日 0:30 - 1:00（29日深夜）・5月11日 1:53 - 2:23（10日深夜）・5月18日 1:53 - 2:23（17日深夜）・5月24日 20:00 - （TVer配信）
- 出演者 - 安東弘樹、サーヤ（ラランド）ほか

第2弾「飯沼一家に謝罪します」（全4回）
ひとりの男性が飯沼一家に対して謝罪する奇妙な番組の真実を追う。2025年1月24日からは渋谷PARCO WHITE CINE QUINTOにて劇場上映された。2025年2月7日よりテレビ東京公式YouTubeチャンネルにて全話無料配信。
- 放送日：2024年12月24日（23日深夜） - 27日（26日深夜）2:00 - 2:30

第3弾「魔法少女山田」（全3回）
「唄うと死ぬ歌」の噂についての調査報告。
- 放送予定日：2025年7月15日 0:30 - 1:00（14日深夜）・7月22日 0:30 - 1:00（21日深夜）・7月29日 0:30 - 1:00（28日深夜）

## スタッフ
- 構成：福井鶴、寺内康太郎、長崎周成
- 演出：寺内康太郎、近藤亮太
- 演出・プロデューサー：大森時生[6]
- プロデューサー：皆口大地
- ビジュアル制作：POOL
- デザイン：大島依提亜
- メイン音楽：キタニタツヤ
- 制作：ゴウドウガイシャギギギ
- 製作著作：テレビ東京

## 関連催事
恐怖心展
- 開催予定会期：2025年7月18日 - 8月31日
- 会場：BEAMギャラリー
- 主催：株式会社闇、テレビ東京、ローソンエンタテインメント
- 企画：梨、株式会社闇、大森時生（テレビ東京）
- 医学監修：池内龍太郎（精神科医）

## 関連モキュメンタリーホラー作品
- Aマッソのがんばれ奥様ッソ！（2021年12月27日・28日・29日・30日、BSテレ東）[7]
- テレビ放送開始69年 このテープもってないですか？ （2022年12月27日・28日・29日、BSテレ東）[8]
- SIX HACK（2023年5月18日・25日・6月1日、テレビ東京）[9]
- 祓除 - テレビ東京60周年記念式典というていのイベント。U-NEXTで「事前番組」「本編」「事後番組」を配信。[10]
- ゾゾゾ - YouTubeチャンネル
- フェイクドキュメンタリー「Q」 - YouTubeチャンネル[11]